# 莱伊什港
莱伊什港:773（爱尔兰语及英语均称：Port Laoise），是爱尔兰莱伊什郡的一个城镇，位于该郡中部，也是莱伊什郡郡治。总人口20,145（2011年）。莱伊什港是16世纪围绕莱克斯城堡（Fort of Leix）而兴起的城镇，城堡遗址至今仍保留在镇中心。在爱尔兰语中，“Port”也有据点、城堡的含义，地名“Port Laoise”含义应是“莱伊什堡”，该地并无港口，汉语通用译名“莱伊什港”当为误译。